# Randers Football Club
El Randers Football Club és un equip de futbol de Dinamarca. Està situat a la ciutat de Randers, de la regió de Midtjylland. Juguen a la Superlliga Danesa, recentment ascendits de la segona categoria del país.

## Història
Els orígens del club es troben al Randers Freja, un club fundat el 1898 i que entre els seus èxits destaquen 3 Copes de Dinamarca. L'any 2003 el club es va fusionar amb les següents associacions esportives: el Dronningborg Boldklub, el Hornbæk Sportsforening, el Kristrup Boldklub, el  Randers KFUM i el Vorup-Frederiksberg Boldklub. El nou equip prendria la plaça del Randers Freja, que en aquest moment jugava a la Primera Divisió Danesa, i va aconseguir l'ascens a la SAS Ligaen.
En la seva primera temporada l'equip va acabar cuer i va descendir, recuperant la categoria en el 2006. Aquest mateix any el club fitxa a l'internacional Stig Tøfting i aconsegueix proclamar-se campió de la Copa de Dinamarca després de vèncer en la pròrroga a l'Esbjerg FB per 1 a 0. L'any següent el club va debutar a la Copa UEFA, encara que va caure a la primera ronda davant el Fenerbahçe.

## Uniforme
- 'Uniforme local': Samarreta blau clar amb lateral negre, pantalons negre i mitjanes blaves clares.
- 'Uniforme alternatiu': Samarreta negra amb lateral blanc, pantalons i mitges negres.

## Estadi
L'equip disputa els seus partits com a local a l'Essex Park Randers, també conegut com a  Randers Stadion. Té capacitat per a 12.000 persones i gespa natural.